# Conrad Anton Beumers
Conrad Anton Beumers (* 1. März 1837 in Erkelenz; † 1921 in Düsseldorf) war ein deutscher Goldschmied. 

## Leben und Werk
Er absolvierte seine Lehre in Aachen und gründete nach seiner Gesellenwanderung nach Paris im Jahre 1859 in Düsseldorf eine Goldschmiedewerkstatt. 1902 wurde er Hoflieferant, 1913 Hofjuwelier.
Beumers arbeitete vornehmlich für kirchliche und öffentliche Auftraggeber. Bekannt ist er vor allem für seine im romanischen Stil gearbeiteten Werke. In den 80er Jahren des 19. Jahrhunderts arbeitete Beumers mehrfach mit den Malern Georg Oeder, Carl Gehrts und Alfred Graf von Brühl sowie den Bildhauern Heinz Müller und Josef Schneider zusammen. Sein Sohn Paul wurde ebenfalls Goldschmied.

## Werke (Auswahl)
- Ciborium, St. Andreas, Düsseldorf (1879)
- Ciborium, St. Anna, Wipperfürth-Thier (1890)
- Altarkreuz, Benediktinerkloster, Maria Laach (1897)